# Romy Schneiderprijs

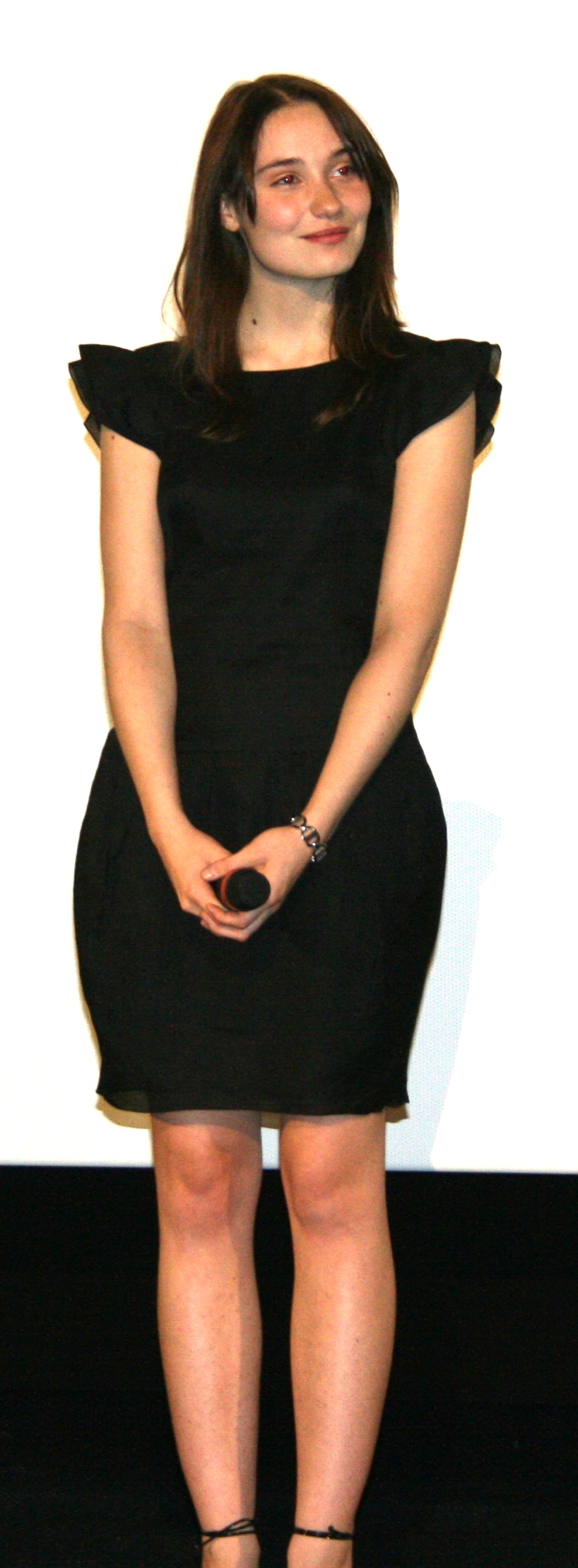
Laureate 2009: de Belgische Déborah François

De Romy Schneiderprijs (Frans: Prix Romy Schneider) is een prijs die sinds 1984 in Parijs wordt uitgereikt aan een jonge en beloftevolle actrice uit de Franse of Franstalige filmwereld.
De prijs ontleent zijn naam aan de actrice Romy Schneider (1938-1982) die in Frankrijk overleed. Gelijktijdig wordt elk jaar de Patrick Dewaereprijs (tot en met 2006 de Jean Gabinprijs) uitgereikt aan een acteur.
Initiatiefnemer was de journalist Eugène Moineau. De prijs wordt door een jury toegekend. De eerste niet-Franse laureate was in 1994 de Duitse Sandra Speichert. De jongste laureate was de toen zeventienjarige Vanessa Paradis (1990), de oudste laureate was de destijds 31-jarige Mathilde Seigner (1999).

## Winnaars
| Jaar | Laureate                   | Land van herkomst          |
| ---- | -------------------------- | -------------------------- |
| 1984 | Christine Boisson          | Frankrijk                  |
| 1985 | Élizabeth Bourgine         | Frankrijk                  |
| 1986 | Juliette Binoche           | Frankrijk                  |
| 1987 | Catherine Mouchet          | Frankrijk                  |
| 1988 | Fanny Bastien              | Frankrijk                  |
| 1989 | Mathilda May               | Frankrijk                  |
| 1990 | Vanessa Paradis            | Frankrijk                  |
| 1991 | Anne Brochet               | Frankrijk                  |
| 1992 | Anouk Grinberg             | Frankrijk                  |
| 1993 | Elsa Zylberstein           | Frankrijk                  |
| 1994 | Sandra Speichert           | Duitsland                  |
| 1995 | Sandrine Kiberlain         | Frankrijk                  |
| 1996 | Marie Gillain              | België                     |
| 1997 | Julie Gayet                | Frankrijk                  |
| 1998 | Isabelle Carré             | Frankrijk                  |
| 1999 | Mathilde Seigner           | Frankrijk                  |
| 2000 | Clotilde Courau            | Frankrijk                  |
| 2001 | Hélène de Fougerolles      | Frankrijk                  |
| 2002 | Emma de Caunes             | Frankrijk                  |
| 2003 | Ludivine Sagnier           | Frankrijk                  |
| 2004 | Laura Smet                 | Frankrijk                  |
| 2005 | Cécile de France           | België                     |
| 2006 | Mélanie Laurent            | Frankrijk                  |
| 2007 | Prijs werd niet uitgereikt | Prijs werd niet uitgereikt |
| 2008 | Audrey Dana                | Frankrijk                  |
| 2009 | Déborah François           | België                     |
| 2010 | Marie-Josée Croze          | Canada                     |
| 2011 | Anaïs Demoustier           | Frankrijk                  |
| 2012 | Bérénice Bejo              | Frankrijk/Argentinië       |
| 2013 | Céline Sallette            | Frankrijk                  |
| 2014 | Adèle Exarchopoulos        | Frankrijk                  |
| 2015 | Adèle Haenel               | Frankrijk                  |
| 2016 | Lou de Laâge               | Frankrijk                  |